# جون مولان (بناء طرق)
جون مولان جونيور (31 يوليو 1830 - 28 ديسمبر 1909) كان جنديًا أمريكيًا ومستكشفًا وموظفًا حكوميًا وبنّاء طرق. بعد تخرجه من أكاديمية الجيش الأمريكي في عام 1852، انضم إلى هيئة مسح السكك الحديدية شمالي الهادئ بقيادة أيزاك ستيفنز. استكشف موسعًا غرب ولاية مونتانا وجزء من جنوب شرق ولاية أيداهو، واكتشف ممر مولان، وشارك في حرب كور دالين، وقاد فريق البناء الذي بنى طريق مولان في ولاية مونتانا وأيداهو وواشنطن بين ربيع عام 1859 وصيف عام 1860.
سعى دون جدوى لتعيينه حاكمًا لإقليم أيداهو الجديد، رغم لعبه دورًا كبيرًا في تشكيل الإقليم وتحديد حدوده. غادر الجيش الأمريكي في أبريل 1863، وفشل في العديد من الأعمال التجارية قبل تحقيقه أرباحًا بعمله وسيطًا عقاريًا ومحامٍ للأراضي في كاليفورنيا. في فترة ما، كانت شركة المحاماة التي أسسها أكبر هيئات المضاربات العقارية في الولاية. فيما بعد أصبح وكيلًا ومندوبًا لولايتي كاليفورنيا ونيفادا وأوريغون وإقليم واشنطن، حيث نجح في استعادة التعويضات من الحكومة الفيدرالية. بسبب سوء السمعة الذي حصل عليه كمضارب أراضٍ، جنبًا إلى جنب مع السياسة الحكومية، رفضت الولايات الثلاثة والإقليم منحه معظم الدخل الذي كان يتوقع تحقيقه من هذه الأعمال. توفي وهو فقير ومريض في عام 1909.
خدم مولان بين عامي 1883 و1887 كأحد المفوضين في مكتب البعثات الكاثوليكية الهندية، وهي منظمة خاصة تعمل وكيلًا للحكومة الفيدرالية.

## نشأته
ولد مولان في نورفولك، فرجينيا، في 31 يوليو 1830 لجون وماري (من عائلة برايت) مولان. كان الابن الأكبر بين ما وصل إلى 11 طفلًا لاحقًا. انتقلت عائلة مولان إلى أنابوليس، ماريلاند، في عام 1833. انضم جون الأب إلى الجيش الأمريكي في عام 1823، وحوالي وقت ولادة جون الابن كان بمنصب رقيب حربي.
بدأ جون الابن التحاقه بالمدرسة في عام 1839. رغم العبء المالي الذي يترتب على تربية العديد من الأطفال، استطاعت عائلة مولان توفير التمويل اللازم لتعليم جون في المرحلة الثانوية والتعليم العالي. درس في كلية سانت جون في أنابوليس، حيث درس اليونانية واللاتينية والتاريخ والرياضيات والفلسفة والفن والبلاغة والملاحة والمساحة والكيمياء وعلم الجيولوجيا، بالإضافة إلى مواد أخرى. تخرج مولان من كلية سانت جون في عام 1847 حاصلًا على درجة البكالوريوس في الفنون، وكان عمره 16 عامًا فقط.
في عام 1845، نقل وزير الحرب ويليام إل. مارسي القاعدة العسكرية لحصن سيفيرن (التي كانت تحرس مدخل ميناء أنابوليس) إلى البحرية الأمريكية، التي حوّلت الحصن إلى أكاديمية البحرية الأمريكية. بناءً على طلب مارسي، كُلف جون مولان الأب بالعمل في البحرية (انضم رسميًا إلى البحرية في عام 1855 عند بلوغه سن 54 عامًا)، وقضى بقية حياته المهنية في أعمال إصلاحات عامة خفيفة وتنظيف في أكاديمية البحرية.

### (ويست بوينت) النقطة الغربية
ربما بسبب مسيرة والده الطويلة في الجيش، سعى جون مولان الابن للالتحاق بأكاديمية الجيش الأمريكي في ويست بوينت، نيويورك. كانت عائلة مولان من الديمقراطيين، وكان جون الأب قد خدم لفترة قصيرة كعضو في المجلس البلدي لمدينة أنابوليس. ذلك ما جعل من العائلة وثيقة الارتباط بالسياسة، وكتب العديد من المواطنين الموقرين في أنابوليس (بمن فيهم رئيس جامعة سانت جون هيكتور همفريز) رسائل توصية لجون الابن. طلب الوفد الديمقراطي بأكمله في جمعية ماريلاند العامة من الرئيس جيمس كيه. بولك قبوله.
في عام 1848، سافر مولان إلى البيت الأبيض في واشنطن العاصمة وطلب من بولك تعيينه في ويست بوينت. عندما نظر بولك إلى مولان الذي كان صغير القامة ولكن قوي البنية، قال: «حسنًا، ألا تعتقد أنك صغير الحجم قليلًا لترغب في أن تكون جنديًا؟» رد مولان قائلًا: «قد أكون صغير الحجم إلى حد ما، سيدي، ولكن أليس بإمكان الرجل الصغير أن يكون جنديًا بنفس القدر الذي يمكن فيه للرجل الطويل أن يكون جنديًا؟». استمتع بولك بجرأة مولان وقدم له التعيين بعد ستة أسابيع.
دخل مولان إلى ويست بوينت في الأول من يوليو 1848. كانت نسبة 70 في المائة من وقت الصف في ويست بوينت مخصصة لثلاث مواد: الهندسة والرياضيات والعلوم. كانت ويست بوينت حينها أبرز مدرسة هندسية في البلاد، ودرس مولان تحت إشراف دينيس هارت ماهان، أبرز مهندس مدني في البلاد. كانت فصول مولان من بين أول فصول الضباط الملتحقين بالأكاديمية الذين تعلموا كيفية الملاحة باستخدام البوصلة وجهاز مقياس المسافات. قليل من الضباط الملتحقين بالأكاديمية قرأوا كتبًا خارجية في مكتبة ويست بوينت، ولكن مولان استعار كميات كبيرة من الكتب، تعامل كثير منها مع الولايات المتحدة الغربية التي استولي عليها حديثًا. تخرج مولان في عام 1852، وكان في المرتبة الخامسة عشرة في فصل ضم 43 طالبًا. من زملاء مولان كان هناك ضباط مستقبليون مثل جورج كروك وجورج بي. ماكليلان وفيل شيريدان.
بعد تخرجه من ويست بوينت، حصل مولان على تعيين براءة فخرية من الدرجة الثانية برتبة ملازم في الجيش الأمريكي. في الأول من يوليو، جاء تكليفه في حصن كولومبوس على «جزيرة المحافظين» في ميناء نيويورك.
في الرابع من نوفمبر 1852، غادر مولان مدينة نيويورك على متن سفينة بخارية، عبر منطقة نيكاراغوا، ووصل إلى سان فرانسيسكو في الأول من ديسمبر 1852، حيث عين في الفوج الأول للمدفعية.

## مسح ستيفنز

### التهيؤ للمسح
في العاشر من فبراير 1853، وقع الرئيس المنتهية ولايته ميلارد فيلمور قانونًا بإنشاء إقليم واشنطن. في السابع عشر من مارس، عين الرئيس الجديد فرانكلين بيرس أحد أنصاره، أيزاك ستيفنز، ليكون حاكمًا لإقليم واشنطن. أقر مجلس الشيوخ التعيين في اليوم ذاته. علم ستيفنز أن الكونغرس قد قام في الثالث من مارس 1853 بتخصيص مبلغ 150 ألف دولار (ما يعادل 5,276,400 دولار في عام 2022) لمسح طرق السكك الحديدية في شمال غرب المحيط الهادئ. كان وزير الحرب جيفرسون ديفيس حريصًا على إكمال الاستطلاعات، إذ اعتقد أنها ستظهر أن بناء الطريق الشمالي غير ممكن. ذلك ما كان سيجبر الكونغرس على استطلاع وتمويل بناء طريق جنوبي، والذي بدوره سيؤدي إلى التنمية السريعة للمنطقة وإنشاء ولايات جديدة تحمل العبيد (حسب المسموح به في اتفاق ميزوري). صمم ديفيس على التقدم بأقصى سرعة ممكنة في الاستطلاعات، وفي الخامس والعشرين من مارس 1853، عين ستيفنز لقيادة مشروع الاستطلاع.
كان مسح ستيفنز أول مسح عابر للقارات للغرب الأمريكي منذ بعثة لويس وكلارك من عام 1804 إلى عام 1806، واعتبر ذا أهمية بالغة من قبل الحكومة الأمريكية. اختار ستيفنز بنفسه مجموعة واسعة من الرجال لفريق المسح، واختار مجموعة متنوعة من الجنود العاديين والعمال والمساحين والمهندسين والأطباء وعلماء الطبيعة وعلماء الفلك وعلماء الجيولوجيا وعلماء الأرصاد الجوية. أيضًا، خدم الجندي غوستاف سوهون مع الفريق. عين الكابتن جون جاردين من الفوج الأول للفرسان (فرقة الفروسية) ضابطًا أولًا على الفريق. كلف مولان بالانضمام إلى فريق مسح ستيفنز كمهندس مساحي. لم يكن من غير الاعتيادي طلب تكليف مولان، الذي وصل مؤخرًا إلى سان فرانسيسكو، بالانضمام إلى فريق مسح ستيفنز، إذ جاء أعضاء الفريق من جميع أنحاء الولايات المتحدة.